# Calycomyza gigantea
Calycomyza gigantea är en tvåvingeart som beskrevs av Frick 1956. Calycomyza gigantea ingår i släktet Calycomyza och familjen minerarflugor. Inga underarter finns listade i Catalogue of Life.